# Коловоз
Коловоз (алб. Kollovozi) — село на північному сході Албанії. Входить до складу громади Шіштавец округу Кукес. Село розташоване в албанській частині історичної області Гора, ще на початку XX століття в Коловозі серед албаномовної більшості жили групи горанців, до теперішнього часу село стало повністю албанським..

## Географія
Село Коловоз розташоване на північному сході від міста Кукес, вздовж річки Лумес, і знаходиться на західній стороні гори Коловозіт. З найближче розташованих до Коловозу населених пунктів відзначаються горанске село Орешек і албанські села Штрезе і Топоян. Орешек знаходиться на північний схід від села Коловоз, Штрезе — на південь від нього, за гірським хребтом, Топоян — на північний захід.

## Історія
1916 року під час експедиції в Македонію і Поморав'я село відвідав болгарський мовознавець Стефан Младенов, він відзначав, що у частини жителів села Колловоз ще зберігся горанска говірка (в основному у представників старшого покоління), але більшість населення говорило в основному тільки албанською мовою — від початку горанске село, на думку Стефана Младенова, було на той час вже значною мірою албанізовано.
Згідно з рапортом головного інспектора-організатора болгарських церковних шкіл в Албанії Сребрена Поппетрова, складеним 1930 року, у селі Коловоз налічувалося близько 40 будинків.